# Јована Збиљић
Јована Збиљић (Брус, 17. новембар 1996) је српска ТВ водитељка, новинарка, глумица и инфлуенсерка.

## Биографија
Од 4. разреда основне школе опробала се у глуми, где јој је наставница енглеског позвала на учествовању у приредби за Дан школе, на коме је она изабрала текст за представу Little Red Riding Hood (Црвенкапа), у коме је Јована Арсић добила улогу Црвенкапи. Од 2011. године је члан драмског студија Културног центра Брус, у коме јој је прва представа била Покондирена тиква, играјући лику Василија, уследиле су се и Ружа са два мириса, Чорба од канаринца, Женидба и Удадба. Од 2012. године је играла лику Николија, у представи Gvozden Jovanović-very cool у драмској школи Средње школе Брус, након оснивања. Од 2014.—2015. године учествовала у вече Франкофонија Од 2016. године се опробала у водитељство, где је ступила контакт са студентским телевизијом РТВСГ (Радио-телевизија Студентски град), водећи емисију Актуелно, где је била и уредник вести. Од 2019. године, прешла на РТС, где је први пут водила емисију РТС Лаб на РТС Наука каналу, где у истој години уписала Факултет политичких наука. Од 2021. године и надаље, ради као водитељка временске прогнозе на Јутарњем програму и на Дневнику. 

## Емисије
| Година      | Емисија               | Канал     |
| ----------- | --------------------- | --------- |
| 2017—2019.  | Актуелно              | РТВСГ     |
| 2019—надаље | РТС Лаб               | РТС Наука |
| 2021—надаље | Дневник РТС-а         | РТС 1     |
| 2022—надаље | Јутарњи програм РТС-а | РТС 1     |